# Pompejusz
Gnaeus Pompeius Magnus, Gnejusz Pompejusz Wielki (ur. 29 września 106 p.n.e., zm. 28 września 48 p.n.e.) – rzymski polityk i dowódca wojskowy, jeden z twórców I triumwiratu, zwany przez współczesnych Pompejuszem Wielkim ze względu na wielkie sukcesy polityczne i militarne oraz zasługi dla Rzymu.

## Młodość
Urodził się w rodzinie senatorskiej. Pierwsze doświadczenia wojskowe i polityczne zdobywał pod okiem swojego ojca Gnejusza Pompejusza Strabona, który sprawował urząd konsula w 89 roku p.n.e. Po wylądowaniu wojsk Sulli w Brundyzjum w roku 82 p.n.e. przyłączył się do niego wraz ze swoimi trzema legionami, które udało mu się sformować w jego rodzinnych posiadłościach w okolicach Picenum.
W tym samym roku uczestniczył w zdobyciu Rzymu, a następnie z woli Sulli objął dowództwo nad oddziałami walczącymi ze stronnikami Mariusza na Sycylii i w Afryce.  W roku 81 p.n.e. ostatecznie pokonał wojska popularów. Ze względu na okrucieństwo wobec pokonanych wrogów otrzymał przydomek Adulescentulus Carnifex, czyli Dzieciak-Rzeźnik. Po zwycięstwie, za zgodą Sulli, odbył w Rzymie triumf, ale w 78 roku p.n.e. wbrew jego woli poparł kandydaturę Marka Emiliusza Lepidusa na stanowisko konsula. Kiedy ten jednak podjął próbę obalenia ustroju sullańskiego, Pompejusz wystąpił przeciwko niemu, co przyczyniło się do klęski Lepidusa i wzmocniło pozycję Pompejusza w Rzymie.

## Kariera wojskowa

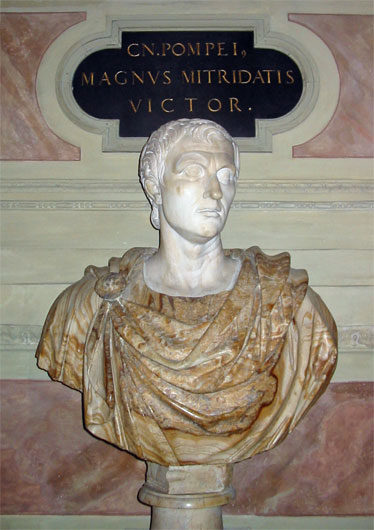
Popiersie Pompejusza

Pompejusz stanął na czele wojsk walczących ze zwolennikami Mariusza w Hiszpanii, którym przewodził Sertoriusz. Po śmierci Sertoriusza w wyniku spisku i ostatecznym pokonaniu oddziałów przeciwnika Pompejusz wrócił do Italii i wziął udział w ostatniej fazie walki z powstańcami Spartakusa. Wspólnie z Markiem Krassusem, za zgodą popularów, objęli konsulat w roku 70 p.n.e. Pompejusz objął konsulat, mimo że nie osiągnął przewidzianego prawem wieku ani nie sprawował wcześniej innych urzędów wymaganych przez tzw. cursus honorum. Nowi konsulowie odwołali najbardziej restrykcyjną część ustaw wprowadzonych podczas dyktatury Sulli, przywracając m.in. władzę trybunów ludowych.
W roku 67 p.n.e. na mocy lex Gabinia otrzymał specjalne uprawnienia na terenie Morza Śródziemnego, dzięki czemu przeprowadził szybką, zwycięską kampanię przeciwko piratom cylicyjskim, a w roku następnym pokonał ostatecznie wojska Mitrydatesa VI Eupatora i narzucił Pontowi zwierzchnictwo rzymskie. Następnie zajął Syrię, kładąc kres panowaniu Seleucydów, i wkroczył do Judei, opanowując Jerozolimę w roku 63 p.n.e. Z zajętych terytoriów utworzył nową rzymską prowincję Syrię. Stworzył cały system państw zależnych politycznie i finansowo od Rzymu, do którego włączone zostały Kapadocja, Armenia i Królestwo Bosporańskie. Można powiedzieć, że w latach 66-62 p.n.e. Pompejusz był faktycznym panem imperium rzymskiego.
Po uregulowaniu spraw na Wschodzie, w roku 62 p.n.e. powrócił do Rzymu i odbył triumf w 61 roku p.n.e., Senat jednak, obawiając się wciąż rosnącego autorytetu Pompejusza, odmówił mu zatwierdzenia jego zarządzeń na Wschodzie i nadania ziemi weteranom.

## I Triumwirat
W tej sytuacji, w 60 roku p.n.e. Pompejusz zawarł umowę z Krassusem i Cezarem, tworząc nieformalny I triumwirat, zapewniając wszystkim trzem faktyczną władzę nad państwem, co pozwoliło Pompejuszowi przeforsować swoje żądania. W roku 56 p.n.e. triumwirowie odnowili porozumienie w Lukce. 
W 55 roku p.n.e. sprawował urząd konsula z Krassusem po raz drugi. W tym samym roku, w celu zwiększenia poparcia swojej osoby wśród ludności Rzymu, wybudował pierwszy teatr z kamienia. Na rok 52 p.n.e., w obliczu fali zamieszek wywołanych walką Milona i Klodiusza, został wybrany na konsula bez kolegi na urzędzie (sine collega). Doprowadził później do wyboru na ostatnie pięć miesięcy swojego teścia Metellusa Scypiona na konsula.

## Wojna domowa z Cezarem
W styczniu 49 roku p.n.e. konflikt między Pompejuszem i Cezarem przerodził się w otwartą wojnę. Nie mając dość sił do przeciwstawienia się legionom Cezara w Italii, Pompejusz przedostał się do Grecji, gdzie udało mu się zgromadzić znaczną armię. Po zwycięstwie pod Dyrrachium, którego nie wykorzystał, w miesiąc później, 9 sierpnia 48 roku p.n.e., doszło do bitwy pod Farsalos w Tesalii. Wojska Pompejusza poniosły druzgocącą klęskę mimo dwukrotnej przewagi liczebnej, w tym siedmiokrotnej w wojskach konnych. Sam Pompejusz umknął do Egiptu, licząc na poparcie swojego przyjaciela Ptolemeusza XIII. Ten jednak pod wpływem swoich obawiających się Cezara doradców, zwłaszcza Achillasa, rozkazał zamordować Pompejusza zaraz po jego zejściu na ląd, a jego głowę odesłał Cezarowi.

## Małżeństwa i dzieci

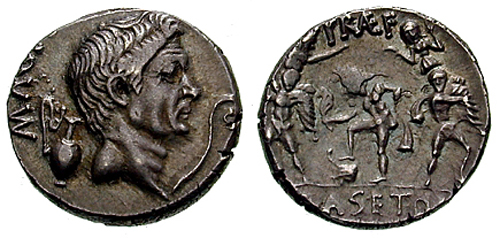
Moneta z podobizną Pompejusza Wielkiego

1. Antistia
2. Emilia Skaura
3. Mucja Tercja, dzieci:
  - Gnejusz Pompejusz
  - Sekstus Pompejusz
  - Pompeja
4. Julia córka Cezara
5. Kornelia Metella